# Terra Indígena Rio Amônea
A Terra Indígena Rio Amônea, ou Terra Indígena Kampa do Rio Amônea, é uma terra indígena localizada ao oeste do estado do Acre. Está localizado no município de Marechal Thaumaturgo. Tem uma área de 86 931,39 hectares. A terra indígena está homologada conforme Decreto s/n - de 24 de novembro de 1992.